# Erixestus pachyneuron
Erixestus pachyneuron is een vliesvleugelig insect uit de familie Pteromalidae. De wetenschappelijke naam is voor het eerst geldig gepubliceerd in 1987 door Grissell & De Santis.